# ゴードン・ミルン
ゴードン・ミルン（Gordon Milne、1937年3月29日 - ）は、イングランド・ランカシャー・プレストン出身の元サッカー選手、元サッカー指導者。

## 来歴
モアカム、プレストンを経て1960年にリヴァプールへ移籍。ビル・シャンクリーがリヴァプール監督に就任後最初の補強であった。リヴァプールの2部から1部への昇格及び、1963-64シーズンと1965-66シーズンのリーグ優勝、1964-65シーズンのFAカップ優勝に貢献。シャンクリーのリヴァプールにおける第一次黄金期を支えた名ミッドフィルダーであった。1967年の退団までに公式戦通算282試合に出場した。
ベシクタシュJKの監督時代には、トルコリーグ3連覇（1990年, 1991年, 1992年）を達成した。
1994年、ゲイリー・リネカーをレスター時代に指導して育てたことから名古屋グランパスエイトの監督に就任するが、1994年11月に成績不振で途中退任した。2006年、ベシクタシュのフットボールディレクターに就任。

## 所属クラブ
- プレストン・ノースエンドFC
- 1960年 - 1967年  リヴァプールFC
- 1967年 - 1970年  ブラックプールFC
- 1970年  ウィガン・アスレティックFC

## 指導歴
- 1970年 - 1972年  ウィガン・アスレティックFC
- 1970年 - 1974年  イングランドユース代表
- 1974年 - 1981年  コヴェントリー・シティFC
- 1982年 - 1986年  レスター・シティFC
- 1987年 - 1994年  ベシクタシュJK
- 1994年  名古屋グランパスエイト
- 1994年  トラブゾンスポル

## 代表歴

### 試合数
- 国際Aマッチ 13試合（1963年-1964年）[2]

| イングランド代表 | 国際Aマッチ | 国際Aマッチ |
| 年               | 出場        | 得点        |
| ---------------- | ----------- | ----------- |
| 1963             | 5           | 0           |
| 1964             | 8           | 0           |
| 通算             | 13          | 0           |

## タイトル

### 選手時代
リヴァプールFC
- ディビジョン2:2回（1963-64、1965-66）
- リーグ3:1回（1961-62）
- FAコミュニティ・シールド:3回（1964、1965、1966）

### 監督時代
ウィガン・アスレティックFC
- ノーザンプレミアフットボールリーグ:1回（1970-71）
- ノーザンプレミアフットボールリーグチャレンジカップ:1回（1970-71）

U-18イングランド代表
- UEFA U-19欧州選手権:2回（1972、1973）

ベシクタシュJK
- スュペル・リグ:3回（1989-90、1990-91、1991-92）
- テュルキエ・クパス:3回（1988-89、1989-90、1993-94）
- トルコ・スーパーカップ:2回（1989、1992）
- トルコ大統領杯:1回（1987-88）